# Họ Cử
Họ Cử hay họ Dẻ, họ Dẻ gai, họ Sồi (danh pháp khoa học: Fagaceae) là họ thực vật thuộc bộ Fagales. Tên gọi họ Cử lấy theo tên gọi của chi điển hình Fagus (chi cử). Họ này gồm có khoảng 900 loài, cả cây thường xanh lẫn cây rụng lá, cây gỗ và cả cây bụi. Các loài có đặc trưng lá đơn mọc cách, hệ gân lông chim, hoa đơn tính cùng gốc, hoa tự bông đuôi sóc, quả được bọc trong các đấu. Thường có lá kèm sớm rụng. Quả thường được bọc trong một lớp vỏ đấu, có thể là các vảy hoặc gai, bọc kín hoặc hở, đấu thường có một đến bảy quả (người ta thường gọi là hạt).
Vài loài trong họ Fagaceae cho giá trị kinh tế cao. Nhiều loài cây trong họ này thường được lấy gỗ sử dụng làm đồ gia dụng: sàn nhà, đồ đạc, hộp, thùng rượu nho, nút chai rượu. Các loài Dẻ cho hạt dùng làm thực phẩm cho cả người và vật trong mùa đông.

## Phân loại
Fagaceae thường được phân chia thành ba hay bốn họ phụ và khoảng chín hay mười chi. Phân loại các cây họ Fagaceae chủ yếu dựa trên hai cơ sở dữ liệu: hình thái học (đặc biệt là hình thái học quả) và phân tử..
Chi Nothofagus (chi sồi Nam Bán cầu), trước đây được xếp trong Fagaceae nó là chi em với chi Fagus , tuy nhiên những bằng chứng phân tích phân tử gần đây gợi ý cách xếp loại khác. Trong khi Nothofagus chia sẻ một số đặc trưng chung với Fagaceae, như cấu trúc quả đấu, nó có sự khác biệt đáng kể về một số đặc điểm về lá kèm và hình thái học phấn hoa cũng như có một số nhiễm sắc thể khác. Hiện tại một số nhà thực vật đã thống nhất xếp chi Nothofagus trong họ riêng của nó, họ Nothofagaceae (Họ sồi phương nam).

## Các chi
- Castanea - Chi Dẻ Trùng Khánh, chi dẻ có tám loài, vùng khí hậu ôn đới đông bắc Á, đông nam Á, đông nam châu Âu, Bắc Mỹ.
- Castanopsis - chi dẻ gai có khoảng 125-130 loài.
- Chrysolepis - dẻ gai vàng; 2 loài, miền tây Hoa Kỳ
- Fagus - chi cử; 10 loài, đông bắc Á, đông nam Á, châu Âu, Bắc Mỹ.
- Lithocarpus - chi Dẻ cau; Khoảng 330-340 loài.
- Quercus - chi Sồi, có khoảng 500 loài (ở Việt Nam các loài phổ biến cho chi này thường gọi là Sồi).
- Trigonobalanus - một loài T. verticillata, đông nam Á nhiệt đới (ba loài nếu bao gồm cả chi Colombobalanus và Formanodendron).

Chi phụ Cyclobalanopsis được các nhà thực vật của Trung Quốc xếp riêng thành 1 chi, tuy nhiên đa số các nhà phân loại trên thế giới thì chỉ ghi nhận nó như 1 chi phụ.
Chi Nothofagus (có khoảng 35 loài phân bổ ở bán cầu nam), Trước đây xếp cả trong Fagaceae, hiện tại được xếp thành họ Nothofagaceae riêng biệt.

## Phân bổ
Chủ yếu phân bố ở Bắc bán cầu, trải dài từ châu Á, châu Âu qua bắc Mỹ.

## Hình ảnh

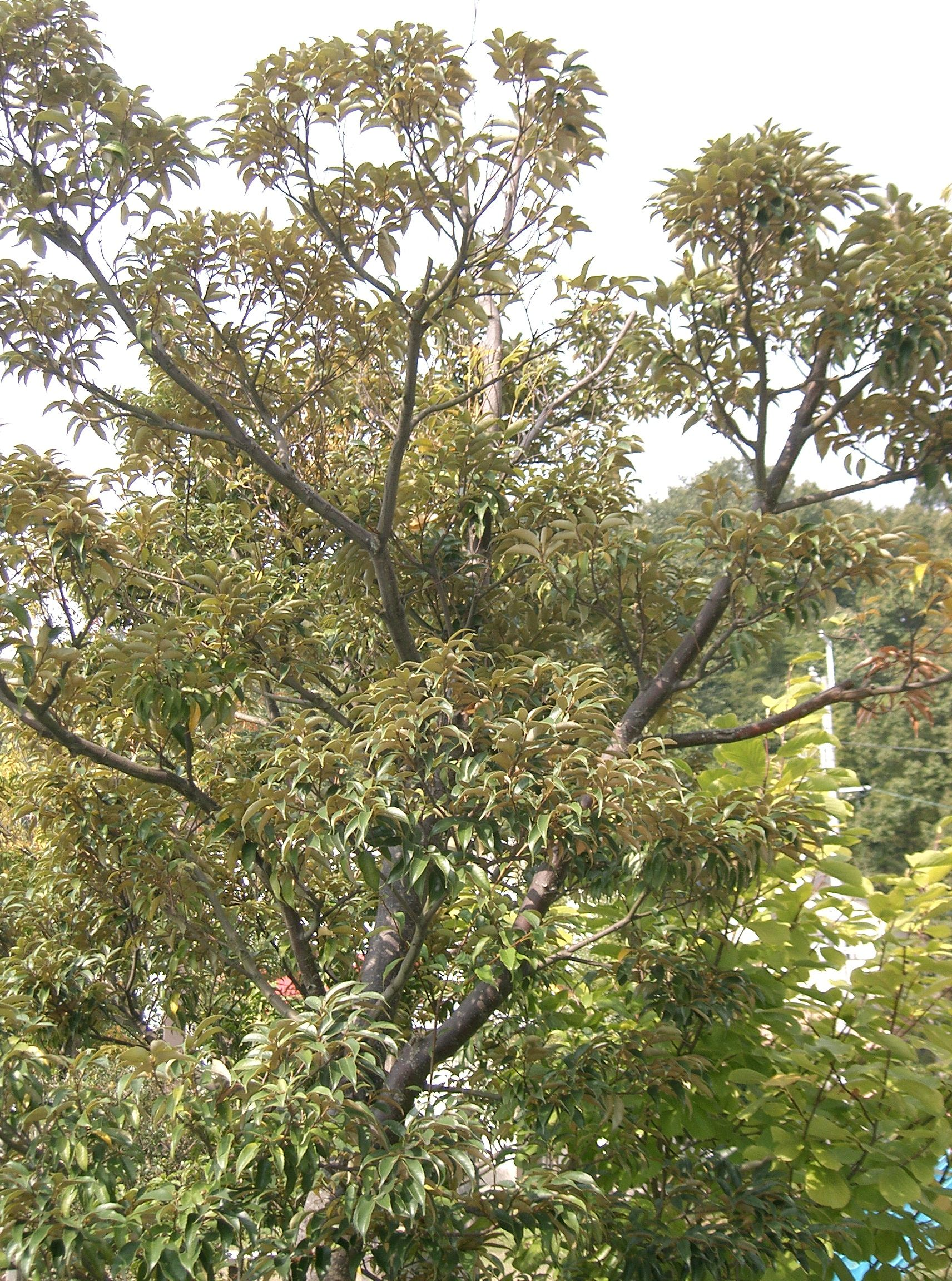
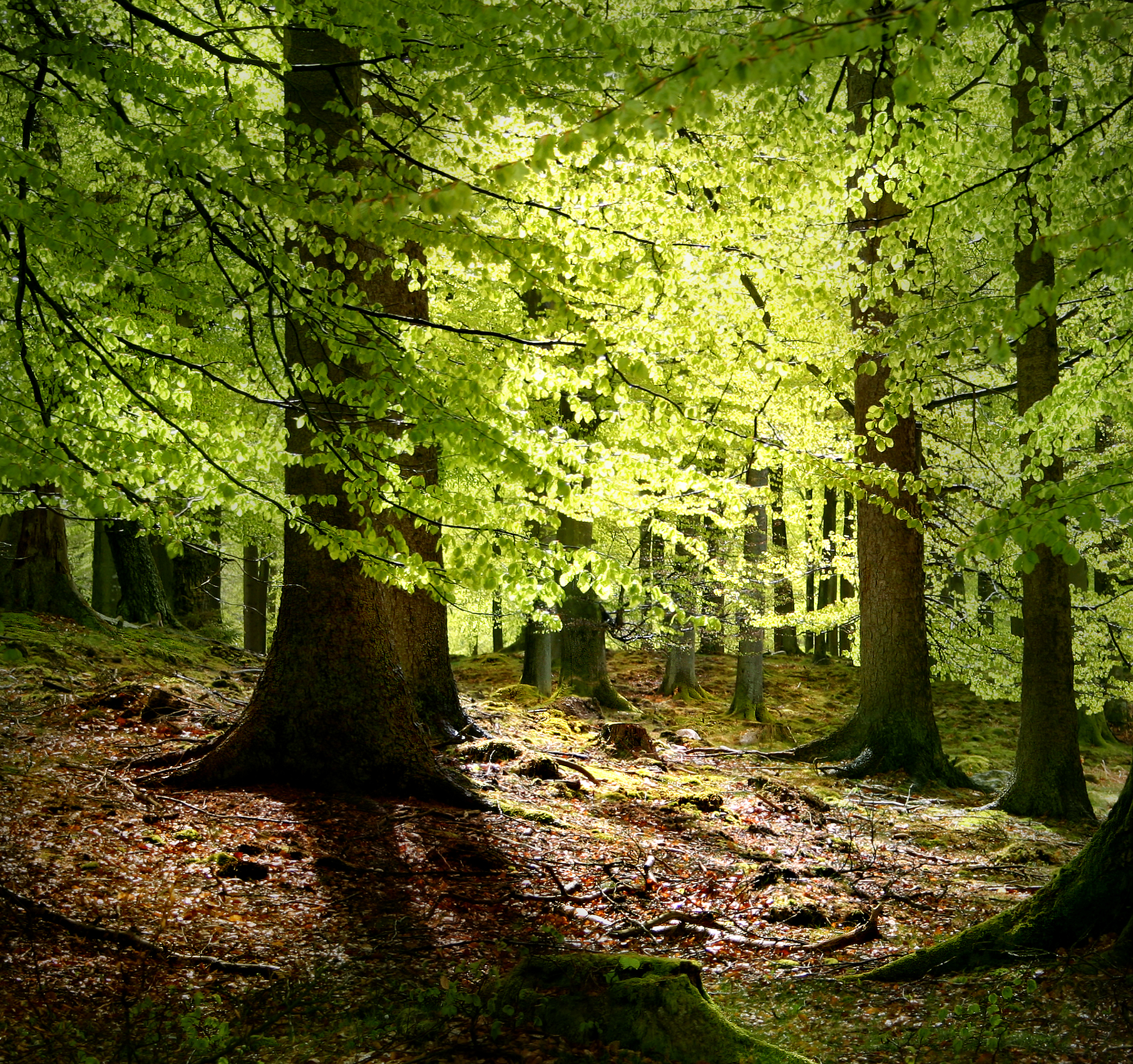
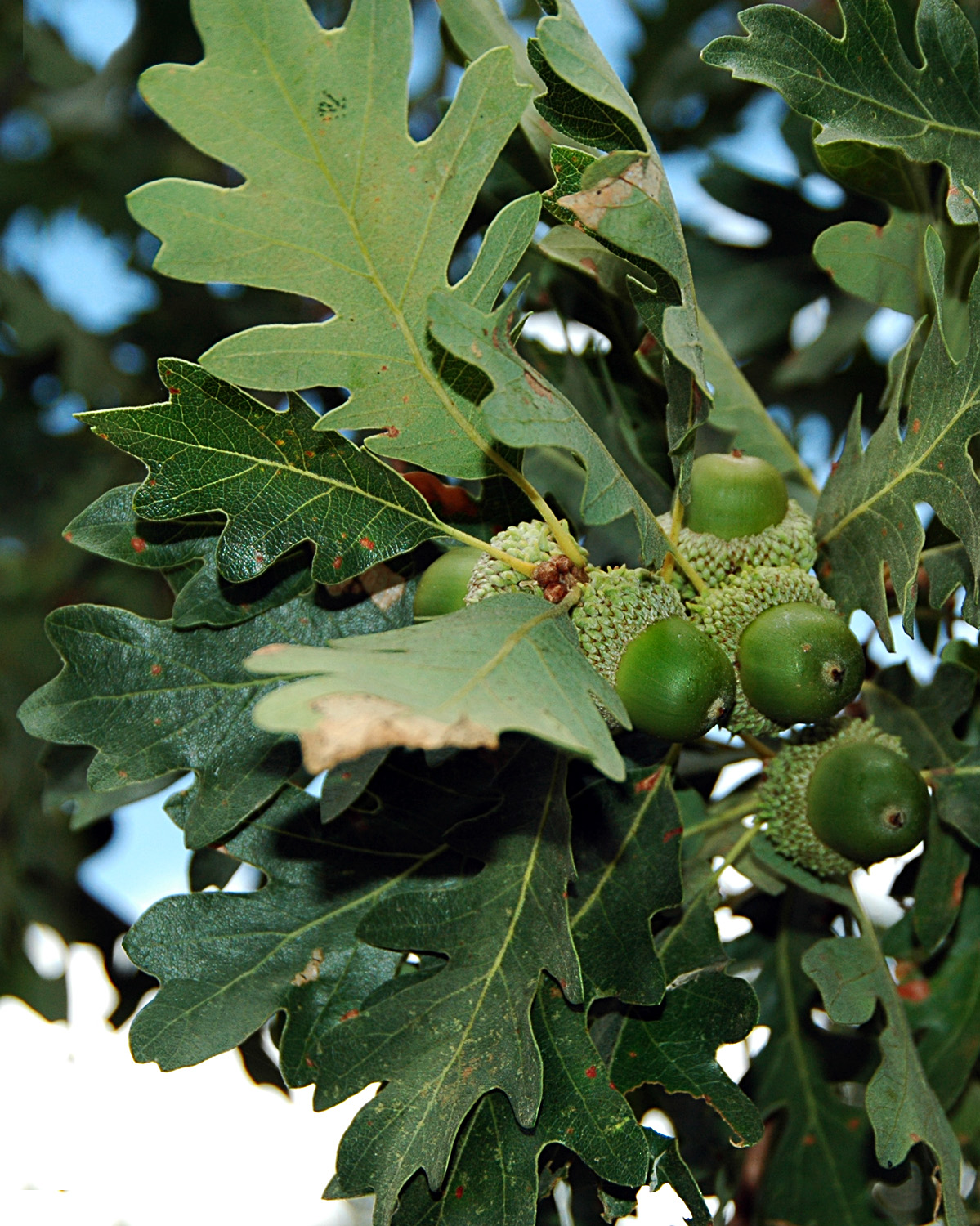
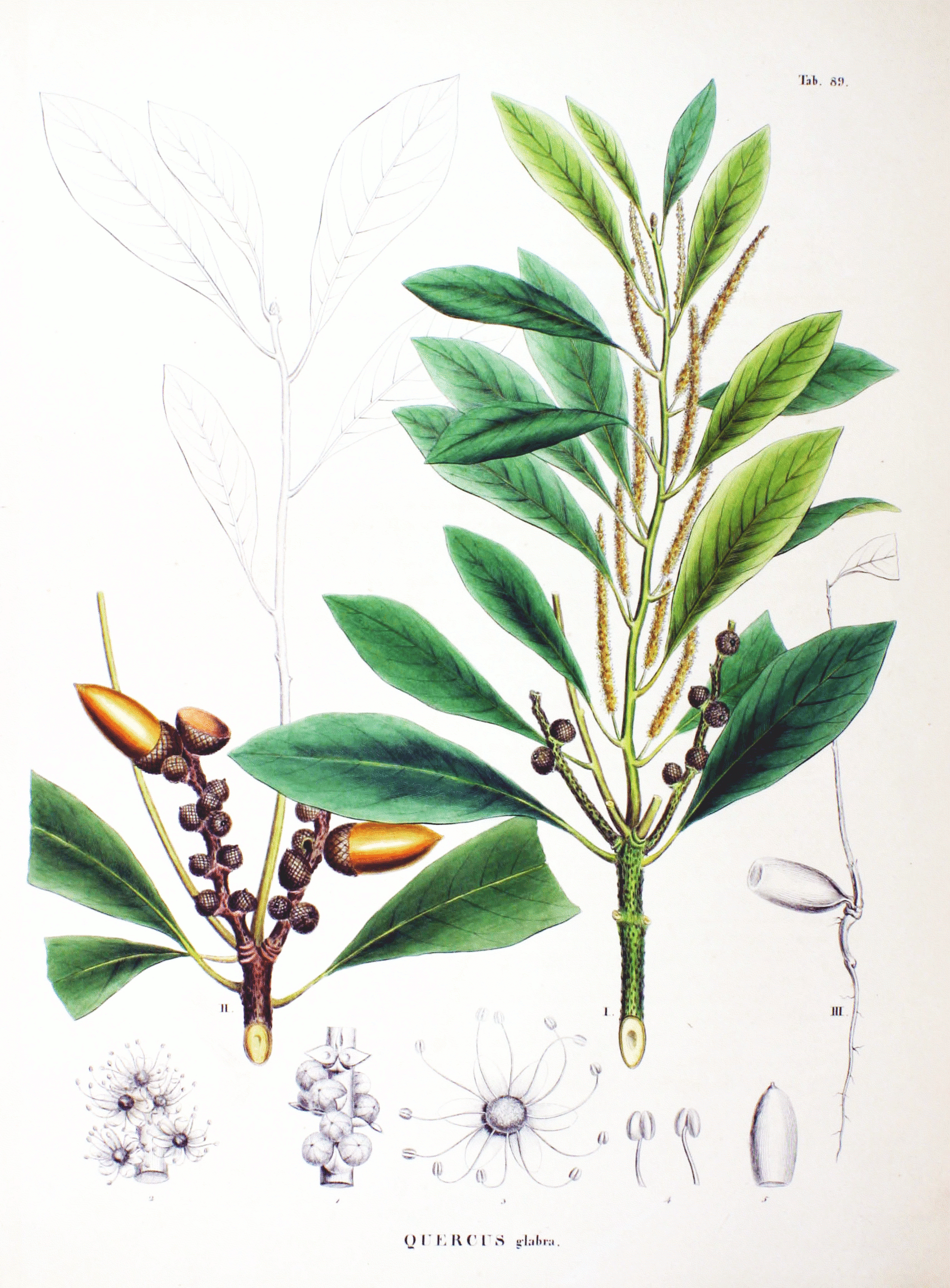